# 愚禿鈔
『愚禿鈔』（ぐとくしょう）は、親鸞の著作で、浄土教の先徳の教えを通して親鸞自身の信心の立場を明らかにした論書である。上下2巻からなるため『二巻鈔』ともいう。浄土真宗の主な正依の聖教の1つ。
専修寺本の奥書には、「建長7年乙卯（1255年）8月27日書之」と記されていて、その頃に撰述したものと考えられる。

## テキスト
親鸞の真蹟のものは発見されていない。現存のものは、高田派専修寺蔵の顕智による写本（永仁元年〈1293年〉10月6日書写）が最古のもの。「上」「本」「末」の3巻本。（「本」と「末」が、「下」に相当する。）
その他には、本願寺派常楽寺（京都市）蔵の存覚の写本（上巻は康永元年〈1342年〉9月11日、下巻は、暦応3年〈1340年〉12月25日書写）が現存する。